# Dunthorne (cráter)
Dunthorne es un pequeño cráter de impacto que se encuentra al noroeste del pequeño mar lunar denominado Palus Epidemiarum, en la parte suroeste de la cara visible de la Luna. Se halla al suroeste del cráter Campanus, y al este de Vitello, con Ramsden al sur.
|  |

Este cráter es más o menos circular y en forma de cuenco, con un interior que tiene un albedo más alto que el del terreno circundante. Se encuentra en una región que tiene una serie de sistemas de grietas, con Rimae Hippalus al noroeste, y Rimae Ramsden hacia el sur y el este.

## Cráteres satélite
Por convención estos elementos son identificados en los mapas lunares poniendo la letra en el lado del punto medio del cráter que está más cerca de Dunthorne.
|           | \| Dunthorne \| Coordenadas \| Diámetro \| \| --------- \| ------------------------------ \| -------- \| \| A \| 28°48′S 32°36′O / -28.8, -32.6 \| 6 km \| \| B \| 31°24′S 31°36′O / -31.4, -31.6 \| 7 km \| \| C \| 29°24′S 32°30′O / -29.4, -32.5 \| 7 km \| \| D \| 30°00′S 34°00′O / -30.0, -34.0 \| 6 km \| |          |
| Dunthorne | Coordenadas | Diámetro |
| A         | 28°48′S 32°36′O / -28.8, -32.6 | 6 km     |
| B         | 31°24′S 31°36′O / -31.4, -31.6 | 7 km     |
| C         | 29°24′S 32°30′O / -29.4, -32.5 | 7 km     |
| D         | 30°00′S 34°00′O / -30.0, -34.0 | 6 km     |